# Ydes
Ydes – miejscowość i gmina we Francji, w regionie Owernia-Rodan-Alpy, w departamencie Cantal.
Według danych na rok 1990 gminę zamieszkiwało 1965 osób, a gęstość zaludnienia wynosiła 113 osób/km² (wśród 1310 gmin Owernii Ydes plasuje się na 109. miejscu pod względem liczby ludności, natomiast pod względem powierzchni na miejscu 541.).